# Dorf Allendorf
Dorf Allendorf  is een voormalig dorp in de Duitse gemeente Bad Salzungen in het Unstrut-Hainich-Kreis in Thüringen. Het dorp wordt voor het eerst genoemd in een oorkonde uit 1218. Het dorp werd in 1950 toegevoegd aan de stad. Bij het dorp stond een klooster Allendorf, Kloster is het aangrenzende stadsdeel van de stad.